# Peter-Erich Cremer
Peter-Erich Cremer (25 de Março de 1911 - † 5 de Julho de 1992) foi um comandante de U-Boot que serviu na Kriegsmarine durante a Segunda Guerra Mundial.